# Феноменология элементарных частиц
Феноменология элементарных частиц — раздел физики элементарных частиц, занимается применением теоретических концепций физики элементарных частиц для анализа конкретных экспериментов.

## Типичные задачи феноменологии элементарных частиц
- Вычисление сечений или кинематических распределений для реакций взаимодействия частиц в ускорителе. Например, рождение бозона Хиггса из двух глюонов имеет полное сечение при энергии коллайдера LHC — 20-40 пикобарн, в зависимости от массы бозона.
- Получение функций распределения партонов в адронах или других частицах.
- Моделирование столкновения частиц методом Монте-Карло.
- Вычисление масс адронов и других параметров сильно взаимодействующих частиц методами КХД на решётке.
- Построение феноменологических моделей для анализа экспериментов.

## Инструментарий феноменологии элементарных частиц
Одной из наиболее успешных феноменологических теорий является модель векторной доминантности. Эта модель применяется для феноменологического (не опирающегося на строгую последовательную теорию) описания взаимодействия фотонов с лёгкими адронами.
Для вычислений в феноменологических исследованиях физики широко используют Монте-Карло генераторы, специальные программы для моделирования реакций частиц методом Монте-Карло.
Примеры Монте-Карло генераторов:
- PYTHIA
- HERWIG
- CompHEP